# Julius von Bernuth (musiker)

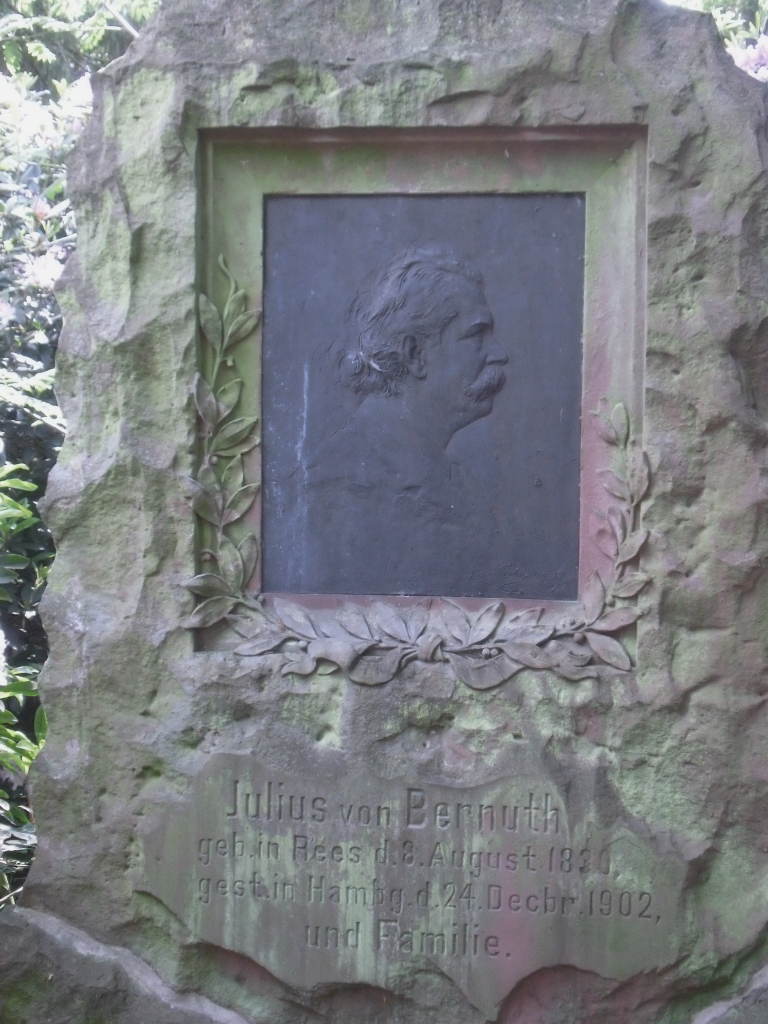
Julius von Bernuth.

Julius von Bernuth, född 8 augusti 1830 i Rees, död 24 december 1902 i Hamburg, var en tysk musiker.
Efter genomgången juridisk och musikalisk utbildning var von Bernuth 1854–1868 dirigent vid Singakademie i Leipzig och 1867–1895 dirigent vid de filharmoniska konserterna i Hamburg. År 1873 grundade han musikkonservatoriet i Hamburg, för vilket han blev ledare. Han blev ett känt namn såväl i Hamburg som utanför denna stad. Han var även verksam som kompositör.